# Bernadette (lied)
Bernadette is een hitsingle van de Amerikaanse soul- en R&B-groep The Four Tops. Het was de laatste single van de groep die, gedurende hun periode bij de platenmaatschappij Motown, de top tien op de poplijst van de Verenigde Staten wist te bereiken. Het zou vijf jaar duren, in 1972, totdat een nieuwe single van de groep, Keeper Of The Castle, de top tien wist te bereiken, maar dit was toen The Four Tops onder contract bij ABC Records stonden. Bernadette bleef uiteindelijk op #4 steken op de Amerikaanse poplijst en was daarmee, op Reach Out I'll Be There en I Can't Help Myself na, de meest succesvolle single van de groep. Daarnaast bereikte het #3 op de R&B-lijst, de top tien in Canada en het Verenigd Koninkrijk en de top twintig in Vlaanderen.
Bernadette is de derde single uit een trilogie van top tien singles in dezelfde stijl van The Four Tops. De twee voorgangers waren Standing in the Shadows of Love en Reach Out I'll Be There, die de trilogie startte. Ook het nummer 7 Rooms of Gloom, de opvolger van Bernadette, is in dezelfde stijl geschreven, maar wist met zijn #14 notering niet de top tien op de poplijst te bereiken. Al deze singles werden geschreven door het succesvolle songwriterstrio Holland-Dozier-Holland. Het onderwerp van Bernadette is dat de verteller, leadzanger Levi Stubbs in dit geval, wanhopig verliefd is op zijn geliefde, Bernadette genaamd. De verteller is zo verliefd dat hij bijna paranoïde wordt. Zo is jaloers op alle aandacht die Bernadette krijgt en denkt hij dat elke man Bernadette van hem af probeert te pakken. Net als het schrijverstrio was het ook sessieband hetzelfde bij alle drie de nummers. The Funk Brothers waren degenen die het nummer van de muziek voorzagen, met James Jamerson op basgitaar. De basslijn uit Bernadette gespeeld door hem wordt gezien als een van zijn beste basslijnen voor Motown samen met die uit nummers als What's Going On van  Marvin Gaye en I Was Made to Love Her van Stevie Wonder. Een rennende kameel was de inspiratie voor Jamerson voor het bedenken van de basslijn.
Volgens Berry Gordy, de oprichter van Motown en destijds ook de directeur van het platenlabel, was Bernadette het perfecte voorbeeld hoe Holland-Dozier-Holland de luisteraars te pakken kregen en niet meer loslieten. Daarnaast vond hij de zangpartij van Levi Stubbs geweldig en vond hij dat alleen hij het zo kon zingen. Hij vond het zo overtuigend gezongen dat hij Bernadette weleens zou willen ontmoeten.
Bernadette werd in 1971 gecoverd door Claude François. Zijn versie, die overigens in het Frans opgenomen werd, werd niet als single uitgebracht, maar was een van de nummers op zijn album C'est la même chanson. De titel van dat album is de Franse vertaling van It's the Same Old Song, een ander nummer van The Four Tops dat Claude François voor datzelfde album opnam. De originele versie van Bernadette was afkomstig van het album Reach Out. Dit is in tegenstelling tot de B-kant van het nummer, want dat liedje, I Got a Feeling, is afkomstig van het album The Four Tops On Top. I Got a Feeling werd later gecoverd door een andere Motown artiest, Barbara Randolph.

## Bezetting
- Lead: Levi Stubbs
- Achtergrond: Renaldo "Obie" Benson, Abdul "Duke" Fakir, Lawrence Payton en The Andantes
- Instrumentatie: The Funk Brothers, met onder andere James Jamerson op bass
- Schrijvers: Holland-Dozier-Holland
- Productie: Brian Holland & Lamont Dozier

## NPO Radio 2 Top 2000
| Nummer met noteringen in de NPO Radio 2 Top 2000 | '00  | '01  | '02  | '03-'04 | '05  |
| ------------------------------------------------ | ---- | ---- | ---- | ------- | ---- |
| Bernadette                                       | 1877 | 1758 | 1957 | -       | 1946 |

1. ↑  Een '-' betekent dat het nummer niet was genoteerd en een vetgedrukt getal geeft de hoogste notering aan.
2. ↑  2000 was het eerste jaar met een notering voor dit nummer.
3. ↑  Deze tabel is bijgewerkt tot en met de laatste editie (2024).